# Rivière Nelson
Pour les articles homonymes, voir Nelson.
La rivière Nelson est un affluent de la rivière Saint-Charles, coulant dans la région administrative de la Capitale-Nationale, dans la province de Québec, au Canada. Elle fait partie du bassin versant de la rivière Saint-Charles. Le cours de cette rivière traverse :
- la municipalité régionale de comté de La Jacques-Cartier : la municipalité de Saint-Gabriel-de-Valcartier ;
- la ville de Québec : secteur La Haute-Saint-Charles et la zone de Neufchâtel-Nord.

La vallée de la rivière Nelson est surtout desservie par la rue de la rivière Nelson, le boulevard Valcartier, la rue du Petit Vallon, la route de la Bravoure et la route Cathcart.
La surface de la rivière Saint-Charles (sauf les zones de rapides) est généralement gelée de début décembre à fin mars ; toutefois la circulation sécuritaire sur la glace se fait généralement de fin décembre à début mars. Le niveau de l'eau de la rivière varie selon les saisons et les précipitations ; la crue printanière survient en mars ou avril.

## Géographie
Le sous-bassin de la rivière Nelson occupe la partie ouest du bassin versant de la rivière Saint-Charles et chevauche une partie de la ville de Québec et de la municipalité de Saint-Gabriel-de-Valcartier. Anciennement aussi nommée par ses riverains « rivière du Grand-Désert », elle prend sa source près de la Base des Forces canadiennes Valcartier (une garnison des Forces armées canadiennes), parcourt le quartier de Val-Bélair puis se déverse dans la rivière Saint-Charles un peu en amont de la prise d'alimentation en eau potable de la ville de Québec, à la hauteur de la rue Jeanne-D'Arc sur le territoire du 7e arrondissement. Elle est longue de 30 km et son bassin versant couvre 70 kilomètres carrés.
Le bassin versant est caractérisé par une altitude moyenne qui varie peu de l'amont à l'aval. Le relief est toutefois ponctué de quelques monts à l'altitude plus élevée (mont des Trois Augustines, mont Brillant et mont Rolland- J.-Auger) sur lesquels on pratique parfois certaines activités récréatives, notamment sur le territoire de la Base des Forces canadiennes Valcartier où un centre de ski a été aménagé.
L'occupation du sol dans le sous-bassin de la rivière Nelson est en majorité forestière. Deux secteurs sont toutefois marqués par des activités agricoles, essentiellement l'élevage de volailles et la culture céréalière. Comptant de nombreux méandres en territoire boisé puis semi-urbain, on y rencontre une faune diversifiée malgré la pollution inhérente aux territoires qu'elle traverse dans ses derniers kilomètres (truites, canards colvert, amphibiens, etc).

### Cours
La rivière Nelson prend sa source d'un petit lac non identifié (altitude 210 m), à l'est de la route 371 au nord-est du village, et coule sur environ 30 km, avec une dénivellation de 52 m, selon les segments suivants :
- vers le sud, en formant d'abord une grande courbe vers l'ouest et en traversant un petit lac non identifié jusqu'à son embouchure. Note : Ce lac accueille la décharge d'un ruisseau venant du nord-ouest ;
- vers le sud-est, jusqu'à la décharge du lac Blanc venant du nord ;
- vers le sud-est en passant du côté ouest du mont Snow (altitude : 350 m) jusqu'à la confluence de La Petite Rivière ;
- d'abord vers le sud-ouest en coupant le boulevard Valcartier, en traversant le Golf Le Castor, puis en contournant le mont Brillant dont le sommet atteint 444 m, en traversant la partie ouest du secteur La Haute-Saint-Charles de la ville de Québec, avant de revenir traverser Saint-Gabriel-de-Valcartier vers le sud-est, jusqu'à la route route 573 (route de la Bravoure) dans le quartier de Courcelette. Note : Cette fin de segment correspond à la limite entre Saint-Gabriel-de-Valcartier et La Haute-Saint-Charles ;
- vers l'est dans La Haute-Saint-Charles en longeant la route 573 et en serpentant en passant dans le quartier Val-Saint-Michel, et en recueillant le ruisseau Savard venant de l'ouest puis jusqu'à la route 573 ;
- vers l'est puis le nord-est, en serpentant en traversant la zone de Neufchâtel-Nord, jusqu'à sa confluence avec la rivière Saint-Charles est située dans le secteur de Château-d'Eau de la ville de Québec, à l'est du centre de Charlesbourg-Ouest et au sud-est du hameau Lac-Saint-Charles.

À partir de cette confluence, le courant descend sur environ 25 km jusqu'à l'embouchure de la rivière Saint-Charles dans l'estuaire fluviale du Saint-Laurent.

## Toponymie
Une rue de Québec porte le nom de rue de la Rivière-Nelson dans l'arrondissement de La Haute-Saint-Charles.
Le terme « Nelson » évoque l'œuvre de vie de Neilson McBain (Québec, 1898 - Québec, 1985), maire de Saint-Gabriel-de-Valcartier en 1949 et propriétaire d'une terre que traverse la rivière Nelson. L'écriture du nom de la rivière diffère légèrement de celle du personnage dont elle tire son nom. Jadis, cette rivière s'est déjà appelée Mill River. Ce nom figure sur l'acte d'acquisition de la propriété en 1925. En 1963, la rivière était déjà connue sous son nom actuel.
Le toponyme « rivière Nelson » a été officialisé le 28 mars 1974 à la Commission de toponymie du Québec.